# それぞれの秋 (テレビドラマ)
『それぞれの秋』（それぞれのあき）は、1973年9月6日から同年12月13日までTBS系列の木曜22:00 - 22:56、木下恵介・人間の歌シリーズで放映されたテレビドラマである。第6回テレビ大賞本賞受賞作品、第11回ギャラクシー賞受賞作品。

## あらすじ
平凡なサラリーマン家庭を舞台に、家族愛、思いやりを大学生の次男の目線で問いかける。

## 出演
- 新島清一：小林桂樹
- 新島稔：小倉一郎
- 新島麗子：久我美子
- 新島茂：林隆三
- 新島陽子：高沢順子
- 津田未子(スケバンのリーダー)：桃井かおり
- 遠藤(スケバン)：四方正美
- 唐木僚三(稔の友達)：火野正平
- 菊池信子(稔の元恋人)：海野まさみ（→高原由紀）
- 由利子：緑魔子
- 藤森園子(茂の恋人)：水原英子
- 藤森真理衣(園子の娘)：伊藤司(→伊藤つかさ)
- 信子の兄：橋本功、小野川公三郎
- 守枝(稔兄弟の叔母)：三戸部スエ
- 母親(稔の家庭教師の少年)：春川ますみ
- 母親(稔の家庭教師の少女)：夏桂子
- ひろみ(稔・唐木の学友)：大和撫子
- スナックのおばさん：宮内順子
- 陽子の連れの男：樋浦勉
- 陽子の担任：金井大
- 江川(清一の主治医)：伊藤孝雄
- 麗子の父：加藤嘉
- 高岡健二（→高岡建治）、稲川善一、桜井センリ、高宮千尋、西山厚子、岩崎敏子、内田友子、須崎泰代、
浦野啓子、井上千枝子、立川雄三、岸井あや子、北川博子、京田尚子、川井みどり、増岡弘、戸田春子、岩上正宏、
藤沢陽二郎、塚本光市、肥土尚弘、伊藤正次、小池幸二、名塚新也、山本武、披岸喜美子

## スタッフ
- 脚本：山田太一
- プロデューサー：飯島敏宏、酒巻武彦
- 音楽：木下忠司
- 演出：井下靖央、阿部祐三
- 演出補：大谷弘
- 制作：木下恵介プロダクション（現・ドリマックス・テレビジョン）、TBSテレビ

## エピソード
本作ではナレーションが使用された。脚本の山田太一は、それはアメリカのテレビドラマの『逃亡者』の影響であると書いている。また、これを見た倉本聰は、それまでタブーと教え込まれていたドラマでのナレーション使用について「こんな手もありだな」と思い、『前略おふくろ様』で初めて導入することにしたという。
当時「暖かい大家族もののホームドラマ」が流行していたので、山田はそれとは逆のドラマを構想した。家族にそれぞれ暗闇があるのは、「ホームドラマで、家族がすべてドラキュラだったら」という山田のアイディアによるという。